# Doraemon: Nobita no makai daibōken
Série
Doraemon: Nobita no kaitei kiganjō
(1983) Doraemon: Nobita no Little Star Wars
(1985)
Pour plus de détails, voir Fiche technique et Distribution.
Doraemon: Nobita no makai dai bōken (ドラえもん: のび太の魔界大冒険) est un film japonais réalisé par Tsutomu Shibayama, sorti en 1984.

## Synopsis
Nobito demande à Doraemon, grâce à la boîte Moshimo, de faire en sorte que la magie soit réelle.

## Fiche technique
- Titre : Doraemon: Nobita no makai dai bōken
- Titre original : ドラえもん: のび太の魔界大冒険
- Titre anglais : Doraemon: Nobita's Great Adventure into the Underworld
- Réalisation : Tsutomu Shibayama
- Scénario : Fujiko F. Fujio d'après son manga
- Musique : Shunsuke Kikuchi
- Photographie : Akihiko Takahashi
- Montage : Kazuo Inoue
- Production : Souichi Besshi et Tetsuo Kanno
- Société de production : Asatsu, Fujiko Productions, Shin-Ei Animation, Shōgakukan et TV Asahi
- Pays :  Japon
- Genre : Animation, aventure, comédie, fantastique et science-fiction
- Durée : 97 minutes
- Dates de sortie : 
  - Japon : 17 mars 1984
  - France : 29 juin 2000 sur France 5

## Doublage
- Nobuyo Ōyama : Doraemon
- Noriko Ohara : Nobita Nobi
- Michiko Nomura : Shizuka Minamoto
- Kaneta Kimotsuki : Suneo Honegawa
- Kazuya Tatekabe : Takeshi Goda
- Mami Koyama : Miyoko Mangetsu
- Tadashi Nakamura : Dr. Mangetsu
- Toshiya Ueda : Demaon, le roi maléfique
- Genzō Wakayama : Medousa

## Box-office
Le film a rapporté 25,7 millions de dollars au box-office.